# 김호수
김호수(1943년 6월 16일 ~ 2020년 7월 18일)는 대한민국의 교육자, 정치인이다. 제42·43대 부안군수를 역임했다.

## 학력
- 부안상서초등학교 졸업
- 전주남중학교 졸업
- 전주고등학교 졸업
- 전북대학교 농학 학사
- 전북대학교 대학원 농학 석사
- 전북대학교 대학원 농학 박사
- 세인트 루이스 대학교 대학원 정치학·교육학 박사

## 생애
1943년, 전라북도 부안군 하서면에서 태어났다. 부안상서초등학교, 전주남중학교, 전주고등학교를 졸업하고, 전북대학교 농과대학 학사 학위를 취득하였다.
전북대학교 졸업 후 부안군에서 학교 교사로 근무하였고, 이후 전북대학교 대학원 농학 석사, 전북대학교 대학원 농학 박사, 세인트 루이스 대학교 대학원 정치학·교육학 박사 학위를 취득하였다.
1979년, 제10대 국회에서 입법 보좌관으로 정치에 입문하였다. 1991년, 지방선거에서 무소속으로 전라북도의회 의원 선거에 출마하였으나 낙선하였다. 2005년부터 2006년까지 열린우리당 전북도지부 부지부장을 지냈다.
2007년, 재보궐선거에서 대통합민주신당 후보로 전라북도 부안군수 선거에 출마하여 당선되었다. 2010년 제5회 전국동시지방선거에서 민주당 후보로 전라북도 부안군수 선거에 출마하여 당선되었다. 
2020년 7월 18일, 지병으로 별세하였다. 가족관계로는 아내 임숙자 여사와 1남 3녀가 있다.

## 경력
- 부안군 교사
- 열린우리당 전북도지부 부지부
- 제42·43대 부안군수

## 역대 선거 결과
|  | 33.2% |

|  | 48.7% |

|  | 53.54% |